# Pachalik d'Eğri
 (signalé en juillet 2025).
Si vous disposez d'ouvrages ou d'articles de référence ou si vous connaissez des sites web de qualité traitant du thème abordé ici, merci de compléter l'article en donnant les références utiles à sa vérifiabilité et en les liant à la section « Notes et références ».
- Archive Wikiwix
- Bing
- Cairn
- DuckDuckGo
- E. Universalis
- Gallica
- Google
- G. Books
- G. News
- G. Scholar
- Persée
- Qwant
- (zh) Baidu
- (ru) Yandex
- (wd) trouver des œuvres sur Wikidata

1596–1687
Entités précédentes :
- Royaume de Hongrie
- Pachalik de Budin

Entités suivantes :
- Monarchie de Habsbourg

Le pachalik d'Eğri ou eyalet d'Eğri (turc osmanli : Eyâlet-i Egir ; hongrois : Egri vilajet) était une des provinces de la Hongrie ottomane. Sa capitale était Eğri.